# Jean Filliozat
Pour les articles homonymes, voir Filliozat.
Jean Filliozat, né le 4 novembre 1906 et mort le 27 octobre 1982 à Paris, est un indianiste français.
Après des études de médecine et avoir exercé en tant qu'ophtalmologiste, il s'oriente résolument vers l'orientalisme. Il est l'auteur d'un certain nombre d'ouvrages sur l'étude de l'Inde et de ses philosophies.
Il est titulaire de la chaire de langues et littératures de l'Inde de 1952 à 1978 au Collège de France. Il est directeur de l'Ecole française d'extrême-Orient (EFEO) de 1956 à 1977.

## Biographie
Jean Filliozat né le 4 novembre 1906 à paris, il fit ses études au lycée Henri IV et Louis le Grand.
Il s'oriente vers la médecine et devient docteur en médecine en 1930 puis se spécialise en ophtalmologue, il assure des consultations à l'hôpital Laennec. Il ouvre un cabinet d'ophtalmologie où il exerce jusqu'en 1947.
Cependant, pendant ses études de médecine, il a toujours été passionné par l'orientalisme.
Il apprend le sanskrit, le pâli, le tibétain et le tamoul. Jean Filliozat est licencié ès lettres en 1936 avec des certificats d'études indiennes (1932), d'histoire des religions (1933), d'ethnologie (1936) et un diplôme de l'École nationale des langues orientales (tamoul, 1935). 
Il intègre et reçoit son diplôme de l’École pratique des hautes études (EPHE) en 1934, son diplôme de l’Institut national des langues et civilisations orientales en 1935. 
Il devient directeur d'études à l’École pratique des hautes études de 1941 à 1978, il est docteur ès lettres en 1946 en soutenant une thèse de doctorat ès lettres, La doctrine classique de la médecine indienne.
En 1947, Jean Filliozat devient directeur d'études de Philologie indienne à la IVe section de l'EPHE, où il enseigne jusqu'en 1977. Puis,  en 1952, il entre au Collège de France où il dispense un second enseignement jusqu'en 1978. 
Jean Filliozat est nommé membre d'honneur de l'EFEO en 1948.
Il fonde l’Institut français de Pondichéry en 1955, devient directeur de l’École française d'Extrême-Orient jusqu'en 1977, est membre de l'Académie des inscriptions et belles-lettres en 1966 et vice-président de la Société asiatique en 1974.
Sa principale activité d'organisation des études d'orientalisme a été de devenir directeur, de l'EFEO de 1956 à 1977, tout en assurant la direction de l'Institut français de Pondichéry. 
Il fait de ce dernier un centre de coopération scientifique franco-indien et il y organise un vaste programme de collecte de manuscrits çivaïtes et une photothèque.
Il est décoré chevalier de la Légion d’honneur.
Jean Filliozat est le père de Pierre-Sylvain Filliozat - lui-même indianiste fameux -, de Rémy Filliozat, psychologue et pédagogue humaniste, qu'il est accusé d'avoir battu enfant avec des cravaches qu'il lui demandait de choisir pour l'humilier, et de Jacqueline Ver Eecke-Filliozat, spécialiste du pali. Son épouse est décédée en 2005.
Jean Filliozat a eu pour élève Arion Roșu, qui poursuivra  ses travaux. C'est le grand-père d'Isabelle Filliozat.

## Œuvres et publications

### Ouvrages
- (avec Louis Renou) L’Inde classique. Éd. Maisonneuve, Manuel des études indiennes, Tome I, Paris 1985, réimpression 2004.  (ISBN 2-7200-1035-9)
- La doctrine classique de la médecine indienne. Ses origines et ses parallèles grecs. Paris, Imprimerie Nationale, deuxième édition, EFEO, 1975
- Laghu-prabandhāḥ. Éd. Brill Archive, 1974.  (ISBN 9789004039148)
- Le Tirumurukârrupatai. Pondichéry, Institut français d’indologie (PIFI, 49), 1973.
- Les philosophies de l’Inde. Paris, PUF, vol. 932, 2006
- Les relations extérieures de l’Inde. Pondichéry, Institut français d’indologie (PIFI, 2), 1956.
- Magie et médecine. Paris. Presses Universitaires, Collection Mythes et Religions, 1943.

### Études et articles
- Etude de démonologie indienne. Le Kumâratantra de Râvana et les textes parallèles indiens, tibétains, chinois, cambodgiens et arabes. Paris. Cahiers de la Société Asiatique, IV, 1937.
- (en collaboration avec J. André), L’Inde vue de Rome. Textes latins de l’antiquité relatifs à l’Inde. Paris, Les Belles Lettres, 1986.
- La théorie grecque des humeurs et la médecine indienne, Revue Hippocrate, 1933
- La force organique et la force cosmique dans la philosophie médicale de l’Inde et dans le Veda, Revue Philosophique, nov.-déc . 1943
- La doctrine des brâhmanes d’après Saint Hippolyte, Revue de l’Histoire des Religions, 1945
- Les inscriptions de Vîrapatnam, C.R.Ac. des Inscr. et B.L., 1947
- Alexandre et l’Inde, L’information historique, 1947
- Le sommeil et les rêves selon les médecins indiens et les physiologues grecs, Journal de Psychologie, 1947
- Le sanskrit analogue du latin dans l’Inde ancienne et actuelle, Revue Rythmes du Monde, 1947
- Les deux Asoka et les conciles bouddhiques, Journal Asiatique, 1948
- L’interprétation occidentale de la pensée indienne, Revue Éducation, 1949
- Taoïsme et Yoga, Revue Dân Viêt Nam, 1949
- Pensée antique et science moderne, Revue France-Asie, 1950
- Continence et sexualité dans le bouddhisme et dans le Yoga, Études carmélitaines, 1951
- Laghu-prabandhā, choix d'articles d'indologie, note liminaire de Colette Caillat et Ludwik Sternbach complétée par une liste des travaux de Jean Filliozat, Leyde, 1974, Brill éditeur  (ISBN 9789004039148) [8]
- Yogaçataka. Texte médical attribué à Nâgârjuna. Pondichéry, Institut français, d’indologie, (PIFI, 62), 1979.